# Ліето
Ліето (фін. Lieto, швед. Lundo) — місто у Фінляндії, розташоване в губернії Південно-Західна Фінляндія. У місті мешкає 20 669 осіб, а площа його території становить 302,55 км², з яких 2,02 км² — це водойми. Щільність населення — 68,78 особи/км². Сусідні громади Ліето — Аура, Кааріна, Марттіла, Пайміо, Пьовтюя та Турку. До колишніх сусідів належать громади, які були приєднані: Тарвасйокі — до Ліето, Мааріа та Пааттінен — до Турку, а також Пійккіе — до Кааріна.

## Географія
Краєвид Ліето здебільшого представлений полями, які перетинають річка Аурайокі та її найбільша притока Савійокі. У межах Ліето в річці Аурайокі розташовано три значні пороги: Наутеланкоскі, Вієрункоскі та Вяянтелянкоскі. Найвища точка міста — гора Гююпієвурі, висота якої сягає 90 метрів.
У районі Тарвасйокі, який було приєднано до Ліето у 2015 році, протікає річка Паіміонйокі та її найбільша притока — Тарвасйокі.
Єдина територія Natura в Ліето — Наутеланкоскі — це широка порожиста ділянка річки, навколо якої зустрічається багато різних типів ландшафту, зокрема заплавні ліси, скельні луки та галявини.

## Райони міста

Мапа регіонів: Ліето: Аура, Тарвасйокі

Місто Ліето поділяється на сім районів. Ці райони охоплюють усю територію міста:

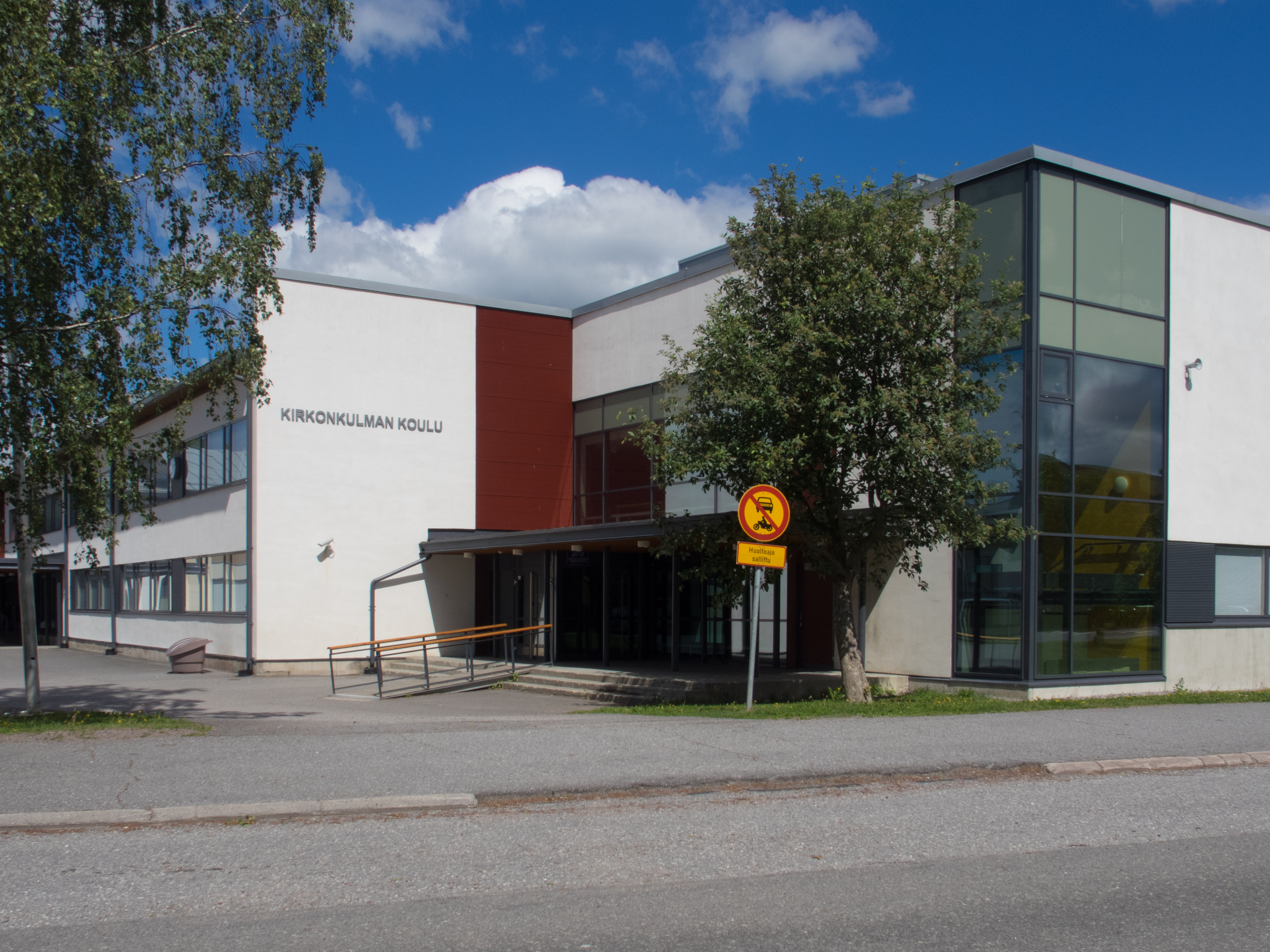
Початкова школа Ліето

- Асемансеуту (фін. Asemanseutu)
- Ілмарінен(інші мови) (фін. Ilmarinen)
- Кірконсеуту (фін. Kirkonseutu)
- Літтойнен(інші мови) (фін. Littoinen)
- Лоукінайнен(інші мови) (фін. Loukinainen)
- Тарвасйокі (фін. Tarvasjoki)
- Юліскулма(інші мови) (фін. Yliskulma)

## Населені пункти

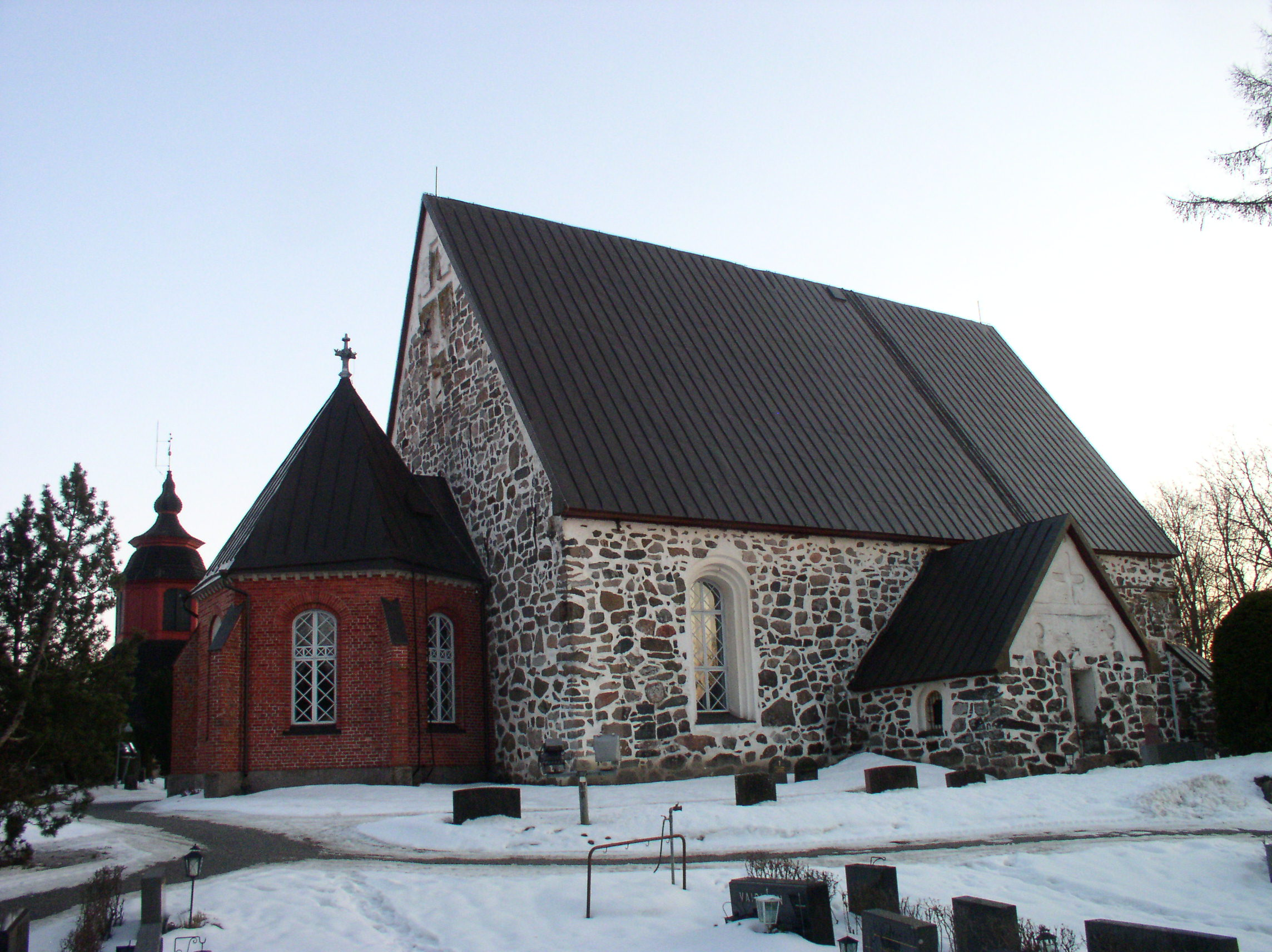
Церква Ліето

Станом на кінець 2020 року в Ліето мешкало 20 146 осіб, з яких 16 906 — у населених пунктах, 3121 — у сільській місцевості, а місце проживання 119 осіб не було відоме. Рівень урбанізації Ліето становить 84,4 %.
Населення за населеними пунктами (станом на 31.12.2020):
| № | Населений пункт          | Населення |
| - | ------------------------ | --------- |
| 1 | Центр міста Турку*       | 14 319    |
| 2 | Район станції Ліето*     | 1 152     |
| 3 | Церковне село Тарвасйокі | 884       |
| 4 | Якярля*                  | 257       |
| 5 | Юліскулма                | 250       |
| 6 | Пааттіне*                | 44        |

Жирним виділено центральний населений пункт. Населені пункти, позначені зірочкою, належать до цієї громади лише частково. Церковне село Ліето, Ілмарінен і Лоукінайнен не утворюють окремих населених пунктів, а є частиною центрального населеного пункту Турку, що охоплює також частини кількох сусідніх громад. Загальна кількість населення центрального району Турку — 272 230 осіб, а його площа — 280,82 км². Населені пункти Якярля та Пааттіне здебільшого розташовані на території міста Турку. Район станції Ліето частково простягається на територію муніципалітету Аура.
Серед населених пунктів Ліето лише церковні села Ліето та Тарвасйокі мають дорожні знаки, що позначають межі населеного пункту.

## Історія

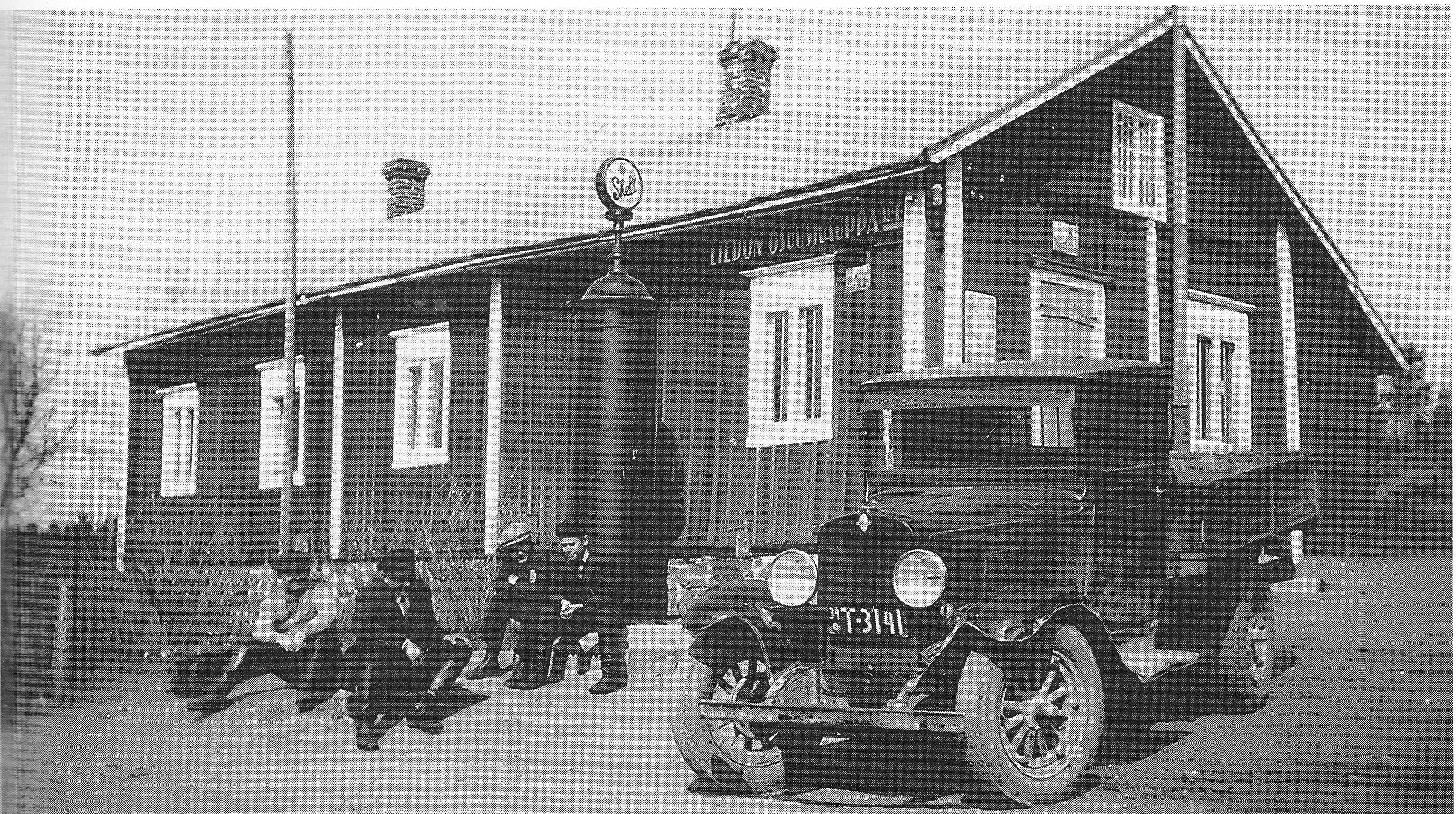
Кооператив Ліето в 1934 році

Згідно з археологічними знахідками, на території Ліето існувало поселення ще за кам'яної та бронзової доби. Вангалінна (фін. Liedon Vanhalinna) — одна з давніх фортець Фінляндії. У районі фортеці Вангаліннан ліннавуорі було знайдено багато предметів залізного віку та середньовіччя.
З 1331 року зберігся документ, у якому вперше згадується пастор Ліето — Петрус. Через це роком заснування парафії та церкви Ліето вважається саме 1331-й.
У червні 2014 року Державна рада Фінляндії, відповідно до закону про реформу муніципалітетів 2013 року, ухвалила рішення про приєднання Тарвасйокі до Ліето. Об'єднання набрало чинности 1 січня 2015 року.
У травні 2022 року муніципальна рада Ліето ухвалила рішення надати Ліето статус міста. Пропозицію подав муніципальний голова Міка Інґі, за словами якого, міський статус може зміцнити позиції Ліето в межах нового регіону добробуту.

## Економіка
У 2016 році найбільшими платниками податку на прибуток у Ліето були Liedon Säästöpankki — ощадний банк, компанія I.S. Mäkinen Oy, що займається оформленням інтер'єрів круїзних суден, та виробник кузовів автобусів Carrus Delta.

## Демографія
На графіку нижче зображено динаміку чисельности населення міста з інтервалом у п'ять років, починаючи з 1980 року. Для графіка використано адміністративний поділ станом на 1 січня 2017.

## Релігійні громади
Відповідно до поділу території 2018 року, у Ліето діє парафія Євангельсько-лютеранської церкви Фінляндії парафія Ліето (фін. Liedon seurakunta).
Серед парафій Православної церкви Фінляндії на території Ліето діє православна парафія Турку (фін. Turun ortodoksinen seurakunta).
У 2015 році до парафії Ліето приєднана парафія Тарвасйокі (Tarvasjoen seurakunta).

## Визначні місця

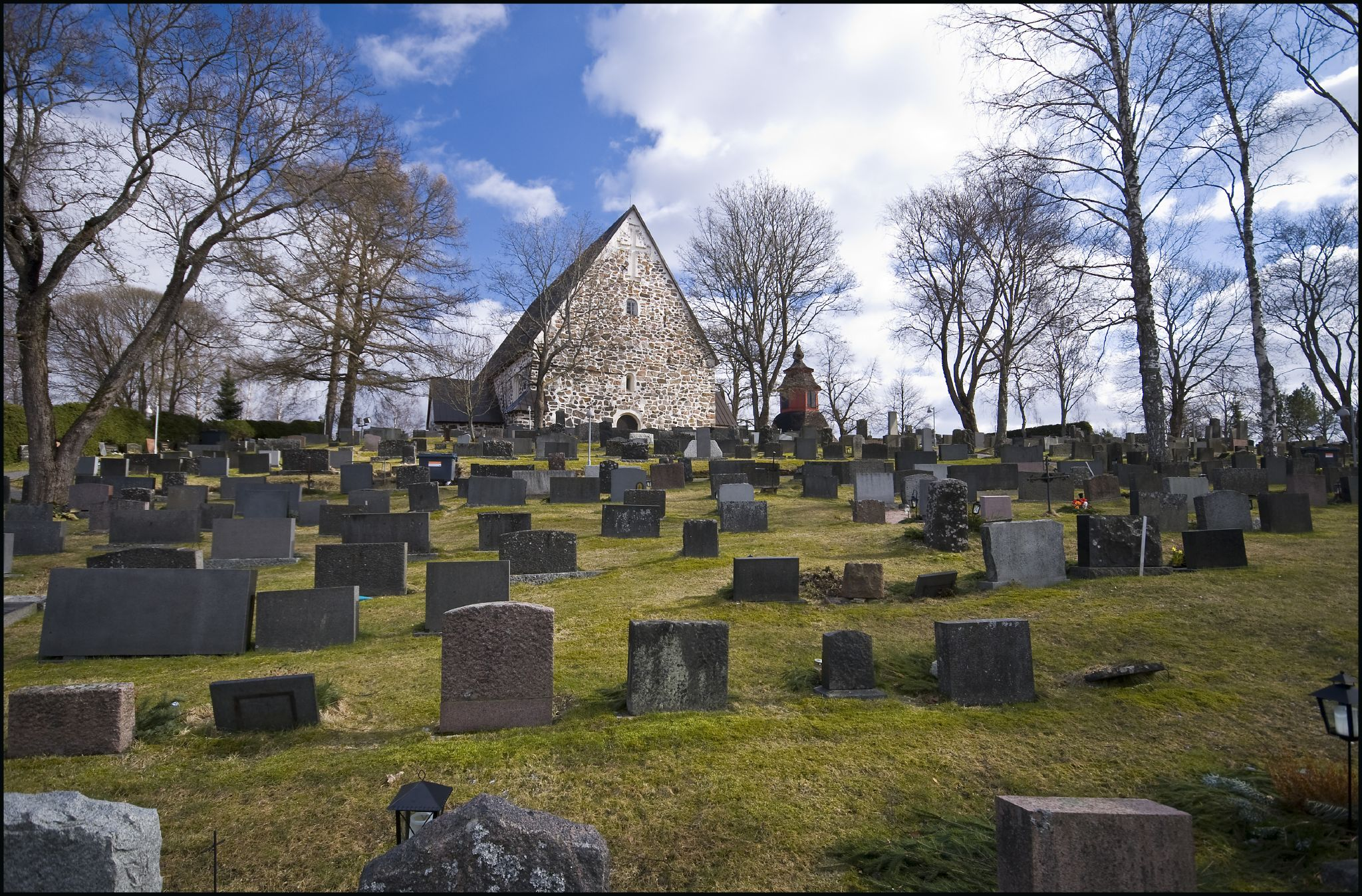
Церква Ліето

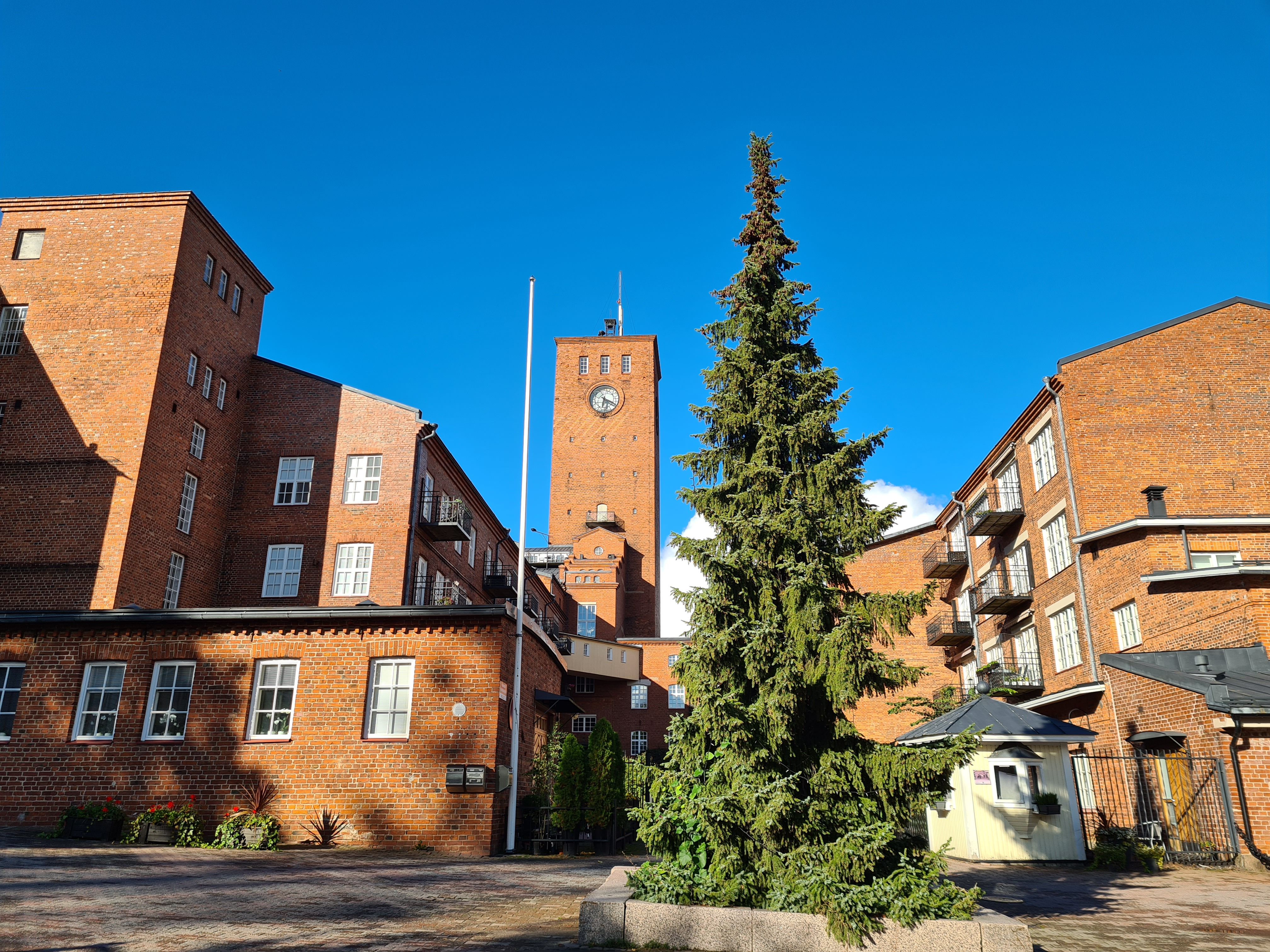
Фабрика сукна Літтойнен

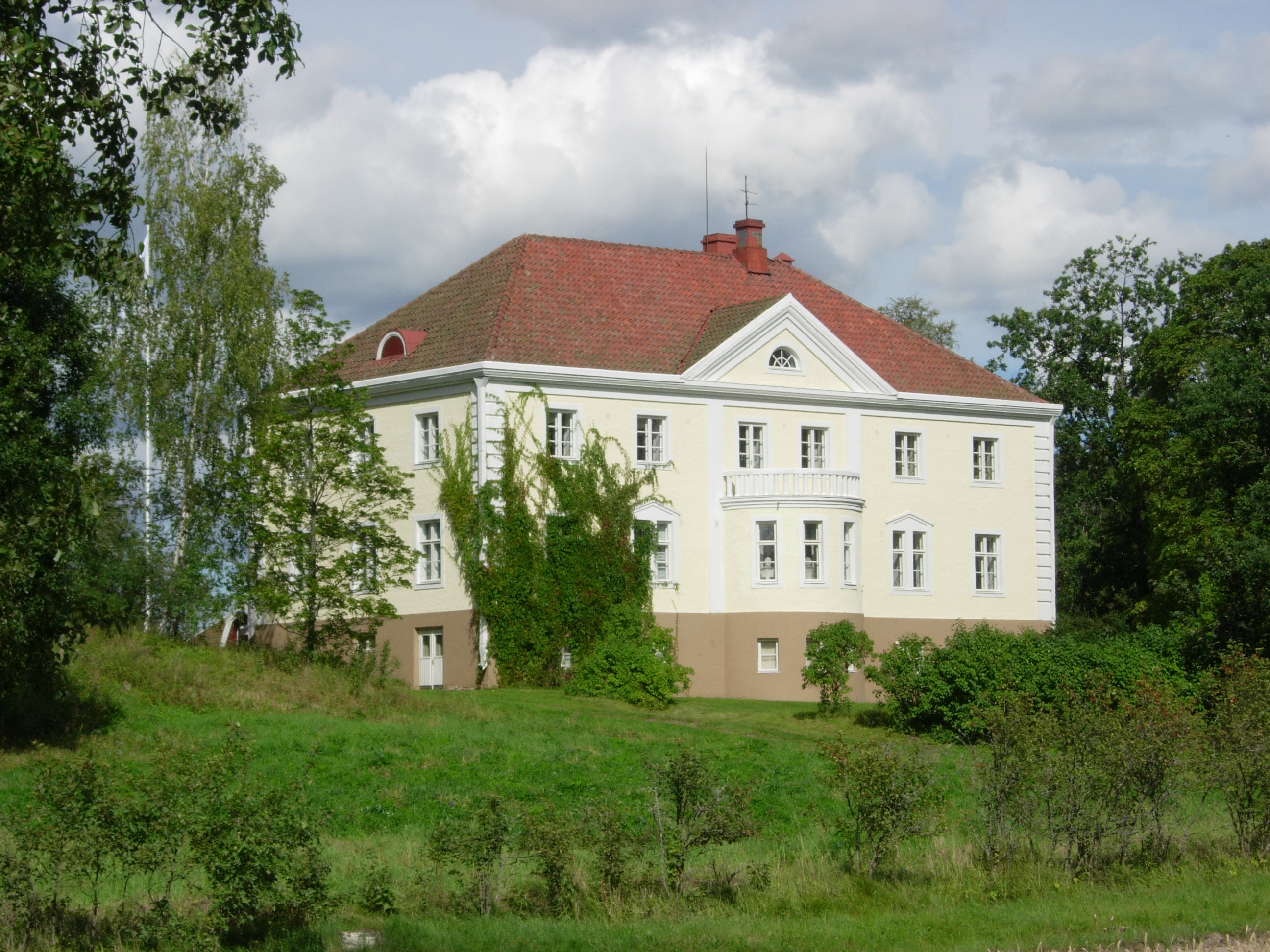
Будівля садиби у старому місті, яка служить музеєм

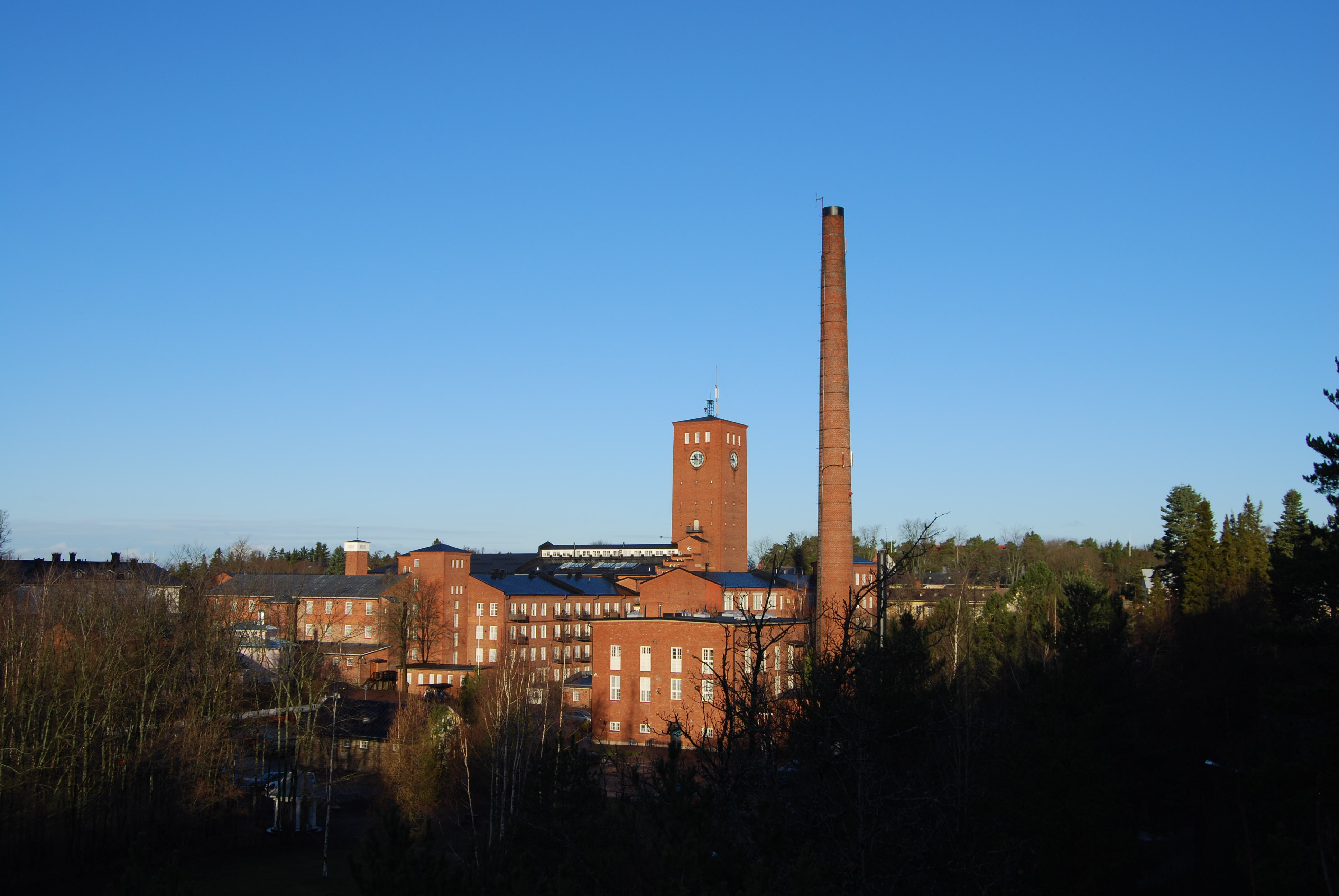
Район фабрики сукна Літтойнен з прилеглими територіями

У Ліето є кілька визначних місць, зокрема: церква Святого Петра (фін. Liedon Pyhän Pietarin kirkko), давня фортеця Вангалінна (фін. Vanhalinna), пороги Наутеланкоскі, район фабрики сукна Літтойнен (фін. Littoisten Verkatehdas) з прилеглими територіями, спортивний центр Пармагар'ю (фін. Parmaharju) з трампліном для стрибків на лижах, зоопарк Zoolandia, водонапірна вежа Ліето (фін. Liedon vesitorni). Через Ліето також проходить історичний шлях Гямеен Гяркятіе (фін. Hämeen Härkätie), частина якого, що веде через Вангалінна, має статус музейної дороги під назвою Вангаліннантіє (фін. Vanhalinnantie). Серед визначних пам'яток Ліето, що мають національне значення як культурні середовища, варто відзначити: Гямеен Гяркятіе, Ліедон Вангалінна, фабрику сукна Літтойнен, дорогу Варкаантє (Varkaantie), що йде вздовж річки Аурайокі та відома також як «пейзажна дорога Аурайокі» (фін. Aurajoen maisematie).

## Транспорт
Шосе №10 проходить через центральну агломерацію Ліето і є головним транспортним сполученням між центрами Турку і Ліето. Рух у північних районах міста забезпечують як шосе Тампере (шосе №9), так і стара дорога на Тампере — регіональна дорога №222, яка проходить через Асемансеуту та Ілмарінен до Турку. Залізнична станція Ліето на лінії Турку–Тойяла була закрита. На півдні через територію міста проходить магістральна дорога №40, тобто об'їзна дорога Турку.
Із липня 2014 року Ліето входить до зони громадського транспорту регіону Турку Föli разом із Турку, Кааріна, Райсіо, Наанталі та Руско. Усіма маршрутами в цій зоні можна користуватись із єдиним квитком та правом пересадки протягом двох годин. Між центрами Турку і Ліето будні дні курсує автобус Föli № 6 з інтервалом 20–30 хвилин. Старою дорогою на Тампере їздять автобуси № 401 і № 402 з інтервалом у пів години. У Ліето курсують також кілька внутрішніх автобусних маршрутів, що здебільшого обслуговують шкільні перевезення. Як у центральній частині міста, так і в Юліскулма є зупинки міжміських автобусів.

## Спорт
У Ліето є два традиційні спортивні товариства — Liedon Parma (Ліедон Парма) і Liedon Luja (Ліедон Луя). Також у місті працює футбольний клуб Liedon Pallo (Ліедон Палло), заснований у 1978 році, у якому налічується приблизно 700 гравців. Додаткове розмаїття спортивному життю міста додають флорбольний клуб SBS Lieto, у якому грає близько 200 осіб, а також баскетбольний клуб Lieto-Koris.

## Культура

### Говірка
Мовна основа, якою говорять у районі Ліето, заснована на діалекті нагір'я Турку, що належить до групи південно-західних проміжних діалектів. Характерною особливістю ліетоської говірки є тип вимови приголосних p, t, k, s, який знаходиться між особливою гемінацією Південно-Західної Фінляндії та загальною гемінацією.

### Кулінарія
У 1980-х роках традиційними стравами парафії Ліето були визнані ячмінна каша з крупи (фін. ohrankryynipuuro) та рулет із холодцю (фін. kääresyltty).

## Міста-побратими
Місто Ліето має 6 міст-побратимів:
- Герлев, Данія
- Геганес, Швеція
- Комарно, Словаччина
- Комаром, Угорщина
- Несодден(інші мови), Норвегія
- Селтьярнарнес, Ісландія

## Відомі жителі
- Лійса Гюссяля(інші мови) (нар. 1948), депутат парламенту, доктор стоматології[33]
- Мар'юкка Парпола(інші мови) (нар. 1967), член парламенту, генеральний директор[33]
- Анне-Марі Віролайнен(інші мови) (нар. 1965), член парламенту[33]